# Loo-Lee
'Loo-Lee' is een verhaal van de Nederlandse schrijver Willem Frederik Hermans, geschreven in 1942. Herbert en Valentijn logeren in Almelo en maken daar kennis met de oudere jongen Johnny van Hope, die Valentijn in de vervuilde rivier Loo-Lee duwt. In 1946 werd het verhaal voor het eerst gepubliceerd, in De Vlaamsche Gids, en in 1948 opgenomen in de novellebundel Moedwil en misverstand. Gerard Reve schreef aan de auteur dat hij de verhalen 'Loo-Lee' en 'Dokter Klondyke' 'stellig de beste' uit de bundel vond.
Het verhaal is minder intensief bestudeerd dan sommige andere uit de bundel. Onderzoekers hebben gewezen op intertekstueel verband met De goddelijke komedie van Dante, op het verband tussen de moeder- en vaderwereld en de hoofdpersonages, op freudiaanse elementen en op de taalproblematiek als thema's.

## Autobiografische achtergrond
De jongste zuster van de vader van de auteur was getrouwd met een notaris en woonde in Almelo, waar Hermans als kind regelmatig in de schoolvakantie twee weken logeerde. Aan Almelo zelf dacht hij met affectie terug, vooral vanwege de bosrijke omgeving. Het personage Johnny van Hope is volgens publicist Bob Polak waarschijnlijk gebaseerd op hun zoon Johannes, die vijf jaar ouder was dan Hermans en voor wie Hermans erg bang was.
Biograaf Willem Otterspeer wijst erop dat Herbert hetzelfde zegt als wat Hermans' zuster Corry volgens Fotobiografie altijd zei: 'Ja, moeder, ik zal altijd veel van broertje houden, heb ik gezegd, heb ik heel vroeger gezegd.'

## Samenvatting
De Amsterdamse jongetjes Herbert en Valentijn logeren twee weken bij hun oom die advocaat te Almelo is en in de Wierdensestraat woont, de rijke buurt van het stadje waar alle advocaten, notarissen en artsen wonen. Almelo kent vier fabrikanten die allemaal hetzelfde heten en hun namen staan op alle schoorstenen. Zij bewonen de mooiste villa's, de rijkste fabrikant in de kleinste villa, een andere op een groot buiten aan de overkant van de spoorbaan en met Frans personeel, weer een ander in een villa met ionische zuilen en de minst aanzienlijke aan deze kant van het spoor; de laatste heeft zelfs een naambordje.
Op een dag vergezellen de jongens het Duitse dienstmeisje Magda, dat geen Nederlands spreekt, bij het groente kopen. In kindertaal zegt Valentijn dat hij later een hond wil kopen, die hij Sjonnie zou noemen en bevel geven Herbert op te eten. Dat doet Magda eraan denken dat de moeder van de jongens Valentijn het krompraten wil afleren, maar zij hoort alleen aan de toon dat Valentijn zo praat en kan hem dus niet goed berispen. '"Ik lekker krompraten,"' zei Valentijn. '"Magda niks horen, Magda gek."' In de moestuin van een kasteel doet Magda haar inkopen. Daar ontmoeten de jongens 'een jongen, groter dan zij' die zich voorstelt als Johnny. '"Ga eens met je staart staan zwaaien,"' zegt Herbert tegen hem. Valentijn noemt hem '"hond Sjonnie"', waar de jongen zeer onder lijdt.
De jongen neemt de broertjes mee naar het jachthuis van het kasteel. Soms zijn er jagers, legt hij uit en dan moet je uitkijken. '"Zij gaan schieten in het bos; soms vind je patronen."' Herbert overdenkt de mededeling. 'Wat voor patronen konden dat zijn? Witte, kanten? Legden zij die op de grond, de jagers?' Vervolgens vragen ze aan Johnny hoe een jager eruitziet. Het jachthuis is afgesloten met luiken. Naarmate ze het naderen, gaat Valentijn steeds meer achteraan lopen.
Dan wordt hij wakker en ligt in zijn logeerbed. Het lichtspel van een lantaren op de muur en zijn eigen hartslag doet Valentijn denken aan zijn eigen bed in Amsterdam, vlak bij de Galerij van het Paleis voor Volksvlijt. Op zijn verjaardag had hij eens zo'n angst voor het bonzen van zijn hart dat hij zijn moeder riep. 'Zijn moeder had een zoetruikend zakspiegeltje voor zijn neus gehouden om hem te laten zien dat hij niet bleek zag'.
De oudere jongen heeft het over een café waar de melk geschift was. Valentijn vraagt wat het woord 'geschift' betekent, waarop Herbert en de jongen hem zeggen dat hij ook niks weet, waarop Valentijn luid begint te huilen. 'Het was of hij vier jaar jonger was. Zijn enige uitdrukkingswijze was geluid, aanzwellend en afnemend. En tranen.' Verder lopen ze en het terrein wordt wilder. Herbert ziet een bordje dat hij niet kan lezen omdat hij nog geen hoofdletters kan lezen, maar hij weet van een wandeling met zijn oom dat er Verboden Toegang op staat. Voor hem betekent dit 'angst'. Herbert loopt verder, ook al bedenkt hij dat de jagers op hen zouden kunnen schieten omdat zij daar niet mogen komen. Ineens staan zij voor het vervuilde water van de rivier Loo-Lee. Langs de steile kant 'vloeide traag het donkere water, enigszins dik, als was het zwarte melk; het rook vreemd, misschien naar inkt.' Ze gaan aan de kant zitten, maar Valentijn glijdt naar beneden de rivier in. Johnny zet zijn voet op zijn schouder en duwt hem verder. '"Niet doen, niet doen", huilde Valentijn'. Valentijn verdrinkt en Herbert loopt weg zonder naar Johnny om te zien. Het is zijn eerste echte ervaring met de dood, al weet hij dat ook de kinderen die de Reus uit Kleinduimpje opat, dood moeten zijn. Hij merkt het bonzen van zijn hart en loopt snel verder door het bosgebied waar hij dwergen, elfen en slangen vermoedt. Hij verwacht elk moment een eekhoorn die praten kan te ontmoeten. Hij hoort een gerommel in zichzelf en heeft trek in beukenootjes. Telkens stuit hij op het water van de Loo-Lee. 'Telkens kwam hij water voorbij, telkens kwam het woord Loo-Lee voorbij, rondgedragen door de estafetteloop van zijn gedachten.' Hij beseft dat hij tussen alle bomen verdwaald is, 'kabouter tussen wijdgeplant riet', en herinnert zich de raad van moeder: als je verdwaald bent moet je blijven waar je bent, anders verdwaal je nog verder. Voor zich op de grond ziet hij gebruikte patronen van de jagers liggen.

### Personages
- Herbert, jongen van zes,
- Valentijn, jongen van vijf, broertje van Herbert
- Magda, Duits dienstmeisje
- Johnny van Hope, oudere jongen, telg van de familie van fabriekseigenaren

## Structuur

### Dante
Onderzoeker Baudoin Yans ziet overeenkomsten tussen 'Loo-Lee' en De goddelijke komedie van Dante. Almelo, waar de rivier 'Loo-Lee' door stroomt, bestaat vooral uit 'helrode baksteen', de rivier stinkt en bestaat vooral uit stromend vuil. Yans associeert dit met de vuile rivier de Styx; door beide rivieren lijkt 'kokend water' te stromen. Bovendien wordt bij Dante de rivier door de driekoppige hond Cerberus bewaakt en wordt Johnny, die in 'Loo-Lee' als diabolische gids optreedt, met een hond vergeleken.

## Thematiek

### Autobiografisch: Valentijn en Hermans' zuster Cornelia
Volgens De Moor heeft Hermans in diverse broer-zusterverhoudingen in zijn werk zijn verhouding tot zijn eigen zuster getekend. Volgens hem is in Valentijn het equivalent geportretteerd van Hermans' zuster Cornelia, die in de oorlog door een oudere neef werd doodgeschoten. Hij wijst erop dat Valentijn meisjesachtig is ('Valentijn had krullen en dus waren zijn haren lang') en dat Herbert, de overgebleven broer, denkt: 'Als ik veel van Valentijn houd, komt hij misschien terug.' De genegenheid van Hermans voor zijn zuster zou bij haar leven belemmerd zijn, omdat zijn ouders haar altijd ten voorbeeld stelden, maar na haar dood valt geen slecht woord meer over haar.

### Ambivalentie: ambitie of gehoorzaamheid
Interpretator Jan Fontijn wijst op de nadrukkelijke schildering van het rijke milieu waar Herbert en Valentijn logeren. Volgens Fontijn zijn de personages ten prooi aan ambivalente gevoelens jegens de vader en ambitie, wat hij omschrijft als een weifeling tussen een keuze voor de zusterwereld, waarin gehoorzaamheid en alledaagsheid de norm is, en het superego, waarmee het najagen van soms aan grootheidswaan grenzende ambities wordt bedoeld. In 'Loo-Lee' is elk van deze werelden van toepassing op een van de broertjes. Herbert is het superego en zoekt het verbodene, met Johnny als gids, het 'meisjesachtige jongetje' Valentijn boezemt het verbodene juist angst in en verlangen naar moeder.
De reactie van Herbert op de moord op Valentijn is van dien aard dat het volgens Ed Popelier duidelijk is dat Johnny een 'heimelijke wens' van Herbert zelf vervult.

### Freud
Onderzoeker Michel Dupuis plaatst de kinderen in het verhaal in de context van het oeuvre. Kinderen zijn in het werk van Hermans 'agressief, egoïstisch, bij gelegenheid moordlustig en vertonen een uitgesproken voorliefde voor het verbodene en satanische.'
Dupuis associeert de rivier Loo-Lee met de moederschoot en het jachtterrein met de vaderwereld. Valentijn gaat in de rivier ten onder en deze moord betekent voor Herbert een initiatie in de wereld van de volwassenen, want het is zijn eerste ervaring met de dood. Na de moord op Valentijn is hij van een rivaal om de moeder verlost, ook weet hij ineens wat patronen zijn. Hij is de volwassen mannelijkheid nader gekomen. Valentijn daarentegen is altijd een huilerig jongetje gebleven alsof hij zojuist uit de moederschoot kwam.

### Taal
Dupuis wijst op het verband tussen de taal en de werkelijkheid. Herbert weet niet hoe een jager eruitziet en zonder deze kennis is 'verder denken onmogelijk'. Hij vat het woord 'patroon' in een andere dan de door Johnny gebruikte betekenis op en dat leidt tot verkeerde interpretaties. Hij verlangt ernaar om de horens van een eekhoorntje te hebben en een pluimgraaf past volgens hem op de kippen van de graaf. Via kinderen brengt Hermans 'elementaire taal- en kennisproblemen' aan de oppervlakte.

## Ontstaans- en publicatiegeschiedenis
'Loo-Lee' werd geschreven van 16 tot 29 juli 1942, aldus de datering in de boekversie. In 1946 werd de novelle gepubliceerd in aflevering 12 van De Vlaamsche Gids, p 733-741. Vanaf de eerste druk in 1948 maakte het deel uit van Moedwil en misverstand.
In 1979 verscheen een vertaling in het Maleis van Hazil Tanzil in Kisaha belanda sepanjang zaman modern, Jakarta.

## Waardering
Het verhaal is weinig bestudeerd en ook in de oorspronkelijke recensies van Moedwil en misverstand werden andere verhalen uitgelicht. Toch noemt Ed Popelier het 'een van zijn beste verhalen' in zijn monografie over Hermans uit de Vlaamse reeks Grote ontmoetingen.